# Benjamin Constant
Henri-Benjamin Constant de Rebecque (Losanna, 25 ottobre 1767 – Parigi, 8 dicembre 1830) è stato uno scrittore, politico, scienziato politico, nobile ed intellettuale francese di origine svizzera.

## Biografia

### Primi anni

Casa natale a Losanna

Benjamin Constant nasce a Losanna il 25 ottobre 1767 da una famiglia ugonotta che, nel XVII secolo, ha abbandonato la Francia per raggiungere la Svizzera al fine di sfuggire alle persecuzioni religiose in seguito alla revoca dell’Editto di Nantes che, dal 1598, garantiva libertà di culto ai protestanti. Firmato dal sovrano francese Luigi XIV il 18 ottobre 1685, l’editto di Fontainebleau - popolarmente noto come “Revoca dell’editto di Nantes”, sancisce l’annullamento della libertà di culto ai protestanti, provocando una vera e propria diaspora nel continente europeo.
La madre di Benjamin Constant, Henriette Pauline de Chandieu-Villars (1742-1767), muore pochi giorni dopo il parto e il padre, Louis-Arnold-Juste de Constant de Rebecque (1726-1812), è un colonnello al servizio di un reggimento svizzero acquartierato nei Paesi Bassi. Il padre appartiene a un'aristocratica famiglia svizzera protestante con origini francesi e ugonotte. Benjamin riceve un’ampia formazione accademica, frequentando le Università di Oxford, Erlangen ed Edimburgo, recandosi infine a Parigi nel 1795 all’età di 28 anni.

### Studi tra Erlangen, Edimburgo e Parigi
A Erlangen, piccola città di 8 000 abitanti poco distante da Norimberga, Constant giunge nel febbraio 1782. Qui, ricorderà nella sua autobiografia, «studiai molto, ma feci al tempo stesso mille stravaganze». Il soggiorno a Erlangen è emblematico della sua adolescenza: il ragazzo è assiduo e brillante nello studio quanto incline alle dissipatezze. Fra i 300 studenti dell'università, Constant è decisamente il più giovane, ma sa colmare il divario con l'innato talento e l'impegno. Segue il percorso letterario dell'ateneo, studiando, oltre a letteratura, storia e filosofia. Il suo estro e la sua intelligenza lo rendono presto gradito alla margravia consorte di Brandeburgo-Bayreuth, Sofia Carolina Maria di Brunswick-Wolfenbüttel, che lo invita ogni sera a cena al proprio castello di corte.

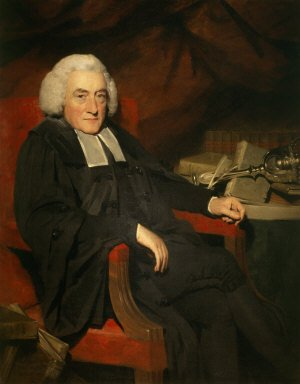
William Robertson

Il vizio del gioco, che porterà con sé tutta la vita, comincia però a manifestarsi prepotentemente già a Erlangen, dove accumula ingenti debiti. Inoltre, per puro sfizio, Constant corteggia una ragazza di cui non è affatto innamorato, e la cui madre intrattiene pessimi rapporti con la margravia. Irritata, Sofia Carolina gli chiede di porre fine a una relazione che il giovane continua sfrontatamente a portare avanti, cadendo in disgrazia e vedendosi vietato l'accesso a corte, tanto che il padre lo deve richiamare a Bruxelles, dov'è momentaneamente di stanza, nel giugno 1783.
Juste riesce a piazzare subito il figlio all'Università di Edimburgo, prestigioso ateneo di una città ricca di fervore culturale e culla dell'Illuminismo scozzese. Giunto a Edimburgo l'8 luglio 1783, Constant vive «l'anno più gradevole della sua vita», ottenendo eccellenti risultati accademici, allievo tra gli altri del filosofo Adam Ferguson. Anche il celebre storico William Robertson veglia da vicino sulla buona riuscita del promettente ragazzo. Inoltre, Constant diviene membro della Speculative Society, un circolo dove, con cadenza settimanale, si dibatte pubblicamente su questioni umanistiche, e dove egli dà prova di notevoli abilità oratorie e argomentative. Alla fine del primo anno, Constant ripiomba nel vizio del gioco, con un conseguente nuovo pesante indebitamento. Impossibilitato a pagare i creditori, lascia la capitale scozzese nell'aprile 1785.
Il padre manda allora Benjamin a pensione dai coniugi Jean-Baptiste e Amélie Suard, presso il cui salotto parigino si riuniscono intellettuali quali Condorcet e La Harpe. All'arrivo nella capitale nel maggio 1785 però, la sua stanza non è ancora pronta; nell'attesa di prenderne possesso Constant si lascia traviare da un inglese, che lo introduce ai luoghi del gioco e della prostituzione che gravitano attorno alla zona del Palais-Royal. Quando si installa presso i suoi anfitrioni, è ormai indebitato e conosce gli indirizzi delle case di malaffare.
Richiamato ancora dal padre, trascorre tre mesi a Bruxelles, per poi tornare, sempre per volontà di Juste, nella natia Losanna, dove giunge nel novembre 1785. I rapporti con i parenti sono distanti e freddi, e non mancano nuovi comportamenti compromettenti, visto che Constant fa una plateale quanto inutile corte all'inglese Harriet Trevor, donna molto più anziana di lui, sposata con un visconte impegnato come diplomatico a Torino. Continua però anche ad essere un diligente studioso, tanto da redigere un saggio storico: De la discipline militaire des Romains (1786).

### Secondo soggiorno a Parigi e fuga in Inghilterra
Nel novembre 1786 è di nuovo a Parigi dai Suard, buona porta d'ingresso, come sa lo speranzoso padre, per il mondo intellettuale cittadino. Per quanto rassicurato della presenza di Charles detto "il Cinese", cugino di Benjamin che è stato spesso in Oriente con la Compagnia di Ostenda, "il Cinese" accompagna il parente nella consueta esistenza viziosa. Con altrettanta assiduità opera in Benjamin l'uomo di studio e cultura: nel 1787 Constant traduce una parte della History of Ancient Greece che lo scozzese John Gillies ha appena pubblicato a Londra.

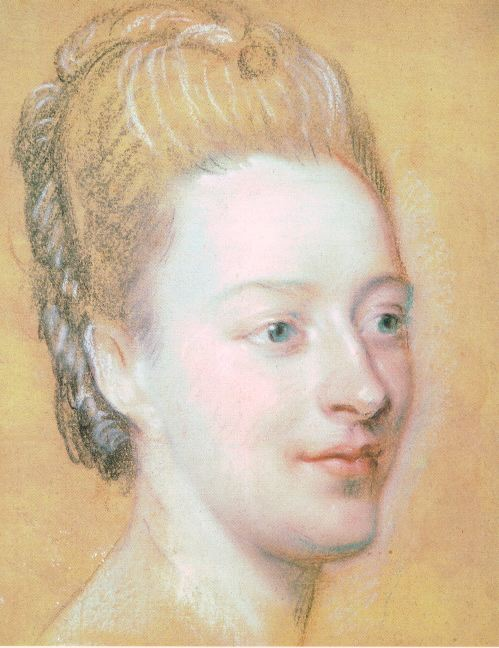
Isabelle de Charrière ritratta da Maurice Quentin de La Tour nel 1771

Nel marzo 1787 fa la conoscenza di una nota intellettuale e scrittrice, destinata ad avere su Constant una notevole influenza: Isabelle de Charrière, moglie infelice stabilitasi da tempo nella piccola Colombier, sul lago di Neuchâtel. L'indipendenza intellettuale della Charrière, superiore ai pregiudizi e «alla maggior parte delle persone», colpisce subito Constant, che intrattiene con lei conversazioni che li arricchiscono vicendevolmente, in una relazione quasi di maestra e allievo, che darà vita a un fitto carteggio. Intanto, i debiti e le bislacche avventure galanti di Constant (cerca di sedurre la ricca ereditiera Jenny Pourrat, già promessa a un altro) inducono ancora una volta il padre a richiamarlo presso di sé.
Constant però improvvisa un colpo di testa: approfittando di un contrattempo, elude la sorveglianza dell'ufficiale venuto a prenderlo, raggiunge Calais e si imbarca per Dover, dove approda il 26 giugno 1787. Senza denaro, vaga, nell'ebbrezza di essere «completamente solo e completamente libero», per le vie londinesi. Ottenuti soldi in prestito da un conoscente del padre, comincia - inframmezzato da missive a Isabelle de Charrière - un "tour" del Paese in solitaria, a piedi, a cavallo o in carrozza, attraverso l'Essex, il Norfolk e il Northamptonshire. Il 12 agosto ritrova ad Edimburgo alcuni vecchi amici, per poi riguadagnare Londra (12 sett.) attraverso Lancaster, Bolton e Leicester. Qui il padre di Constant ha vietato a tutti i banchieri cittadini che hanno legami con la famiglia di prestare al figlio anche un solo centesimo. Questi è così costretto ad abbandonare l'isola con destinazione Bois-le-Duc, dove Juste è di stanza.

### Brunswick
Constant trascorre l'autunno a Losanna, in un clima di rottura con l'entourage familiare, trovando anche l'occasione per sfidare a un duello - di marginali conseguenze - un capitano del Vaud. Prima di partire per la nuova destinazione che il padre gli sta cercando, è ospitato per una parte dell'inverno da Isabelle de Charrière a Colombier. I due vivono un breve idillio di complicità intellettuale, discorrendo e scrivendo, finché il 18 febbraio 1788 il giovane deve partire per Brunswick, alla cui corte il padre gli ha trovato un impiego e dove rimarrà fino al 1794.

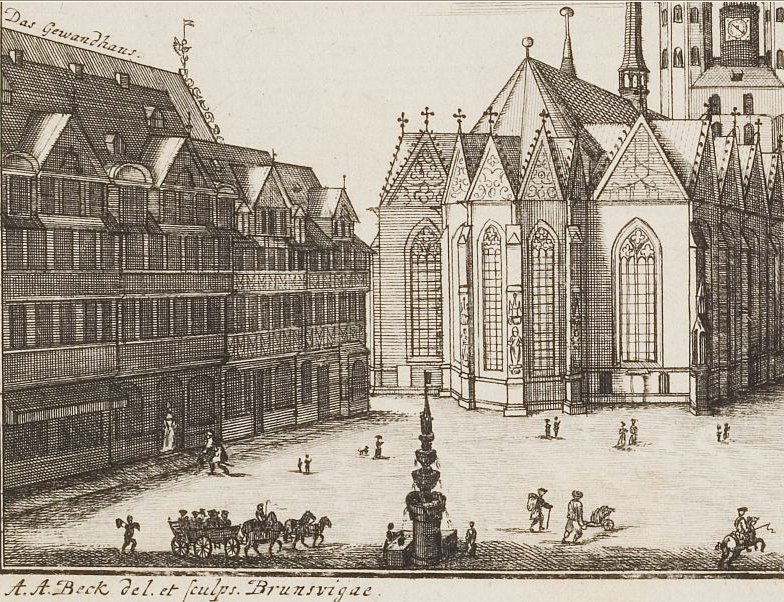
Brunswick nel 1776

È il 2 marzo 1788 quando Constant giunge in una città dall'aspetto ancora quasi medievale, retta dal duca Carlo Guglielmo Ferdinando di Brunswick-Wolfenbuttel, un istruito nipote di Federico II, e dalla moglie Augusta di Hannover, sorella del re Giorgio III d'Inghilterra. Al nuovo arrivato viene affidato il ruolo di gentiluomo di camera (Kammerjunker), un'attività certo frustrante per Benjamin, che aveva il compito di far accomodare gli ospiti secondo il loro rango. Constant è comunque regolarmente stipendiato e ha la prospettiva di migliorare la sua condizione con il tempo.
Bastano pochi giorni nella nuova sede perché il giovane piombi in una desolazione che si acuisce sempre più. A Isabelle de Charrière confida le pene di un incarico inutile e di una vita terribilmente noiosa e frustrante. Nell'agosto dello stesso anno, arriva inoltre dai Paesi Bassi la notizia che il padre è stato ritenuto responsabile, a torto, per l'ammutinamento delle sue truppe. Sospeso dall'incarico, viene condannato a ingenti spese riparatorie. Benjamin si attiva subito per intercedere in suo favore, si reca in Olanda, chiede una revisione del processo e non lesina gli sforzi, ma nel luglio 1791 il padre è nuovamente condannato e deve vendere le sue proprietà del Vaud. La riabilitazione del 1796 arriva tardi, quando la sua carriera militare è compromessa e la situazione finanziaria pesantemente peggiorata.
Nel frattempo Benjamin contrae matrimonio con una dama di corte, Wilhelmina Louisa Johanna von Cramm, detta Minna (1758-1823), più grande di 9 anni e poco attraente, dal punto di vista fisico come intellettuale. A corte però l'unione è vista come vantaggiosa e Constant, a cui si promette uno stipendio triplo e un avanzamento nella scala sociale, accetta. Il padre Juste dà il consenso, tenendo anche in considerazione la convenienza, in ottica processuale, dell'emancipazione del figlio. L'8 maggio 1789, quindi, Constant si sposa a Brunswick.
Il rapporto con Minna, nei primi tempi, è positivo. Tra il luglio e l'agosto gli sposi sono a Losanna, dove Minna viene presentata ai familiari. L'impressione è ottima, la cugina Rosalie trova Benjamin molto innamorato e maturato. Negli anni successivi Constant viaggia molto per aiutare il padre. Dall'agosto 1790 è otto mesi a L'Aia, a settembre del 1791 a Losanna. A dicembre passa da Colombier per ritornare a corte; Isabelle dice che ora il suo amico «è contento di Brunswick come di un asilo [...] ed è estremamente contento di sua moglie». Tuttavia, tornato a Brunswick, trova la consorte molto cambiata, stanca delle sue assenze. Minna ha intanto conosciuto il principe russo Goličin, con cui ha già intessuto o intesserà a breve una relazione, rendendola pubblica. Constant, amareggiato, intraprende subito un lungo procedimento per la separazione (ottenuta all'inizio del 1794) e poi per il divorzio (pronunciato il 18 novembre 1795).

### Madame de Staël
Tornato in patria, il 18 settembre 1794, a casa della cugina Constance Cazenove d'Arlens, a Losanna, Constant incontra per la prima volta la già celebre baronessa Germaine de Staël, figlia di Jacques Necker, famoso politico liberale, che aveva servito come ministro di Luigi XVI. Da poco orfana di madre, la nobildonna si è installata al castello di Mézery, fuori città. L'incontro dai Cazenove d'Arlens entusiasma Benjamin, colpito soprattutto dalle doti intellettuali della nuova conoscenza, e ne mette subito a parte l'amica Isabelle de Charrière. La baronessa, dal canto suo, quello stesso 18 settembre, scrive al conte svedese Adolf Ribbing, con cui ha da poco avuto una relazione e per il quale spasima ancora: «Ho conosciuto stasera un uomo [...] non molto gradevole nell'aspetto, ma dal notevole spirito».

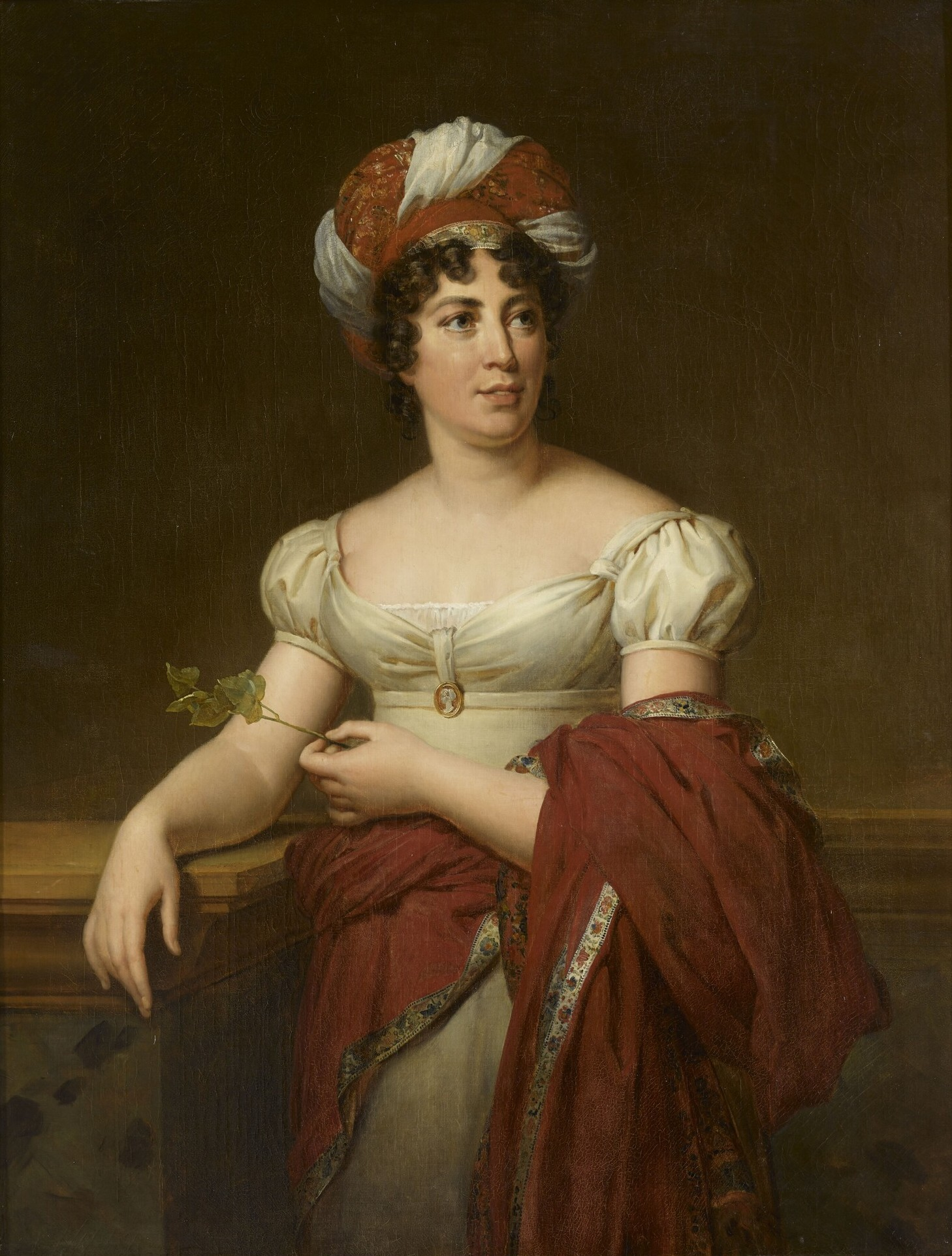
Madame de Staël ritratta nel 1808

Impaziente di rivederla, Constant si reca il 26 al castello di Coppet, proprietà dei Necker. Non trovandola, le va incontro, incrociandola a Nyon e passando con lei 3 giorni, dato che Germaine sta raggiungendo l'amica Cazenove d'Arlens. Comincia presto un'assidua corte a Madame de Staël: Constant passa molte serate con lei, dovendo lasciare la casa a mezzanotte per evitare equivoci, le scrive e prende un alloggio al Bois-de-Cery, attaccato al castello di Mézery. La nobildonna racconta per mesi a Ribbing di amarlo sempre e, nonostante ribadisca sempre una grande stima intellettuale per il nuovo spasimante, afferma di provare per Constant «una brillante indifferenza». Questi, racconta la de Staël, le scrive «cinque lettere al giorno», e ancora nell'aprile 1795 lamenta le sceneggiate e le minacce di suicidio di Constant, aggiungendo che «con la ragione e la freddezza [...] spero di venirne a capo».
È tuttavia chiaro che sin dall'inizio c'è con Constant un'attrazione reciproca, determinata almeno dalle comuni idee liberali. L'inizio della relazione vera e propria potrebbe in realtà risalire al principio del 1795 o prima, anche se la studiosa Jasinski propone di posporlo a inizio 1796, facendo affidamento su un testo, redatto nell'aprile di quell'anno, in cui Constant e la baronessa si dicono indissolubilmente legati e lui ricorda i 4 mesi trascorsi con lei come fonte di assoluta felicità. In ogni caso, i due diventano amanti e instaurano un legame amoroso e intellettuale duraturo.

### Parigi e primi scritti politici

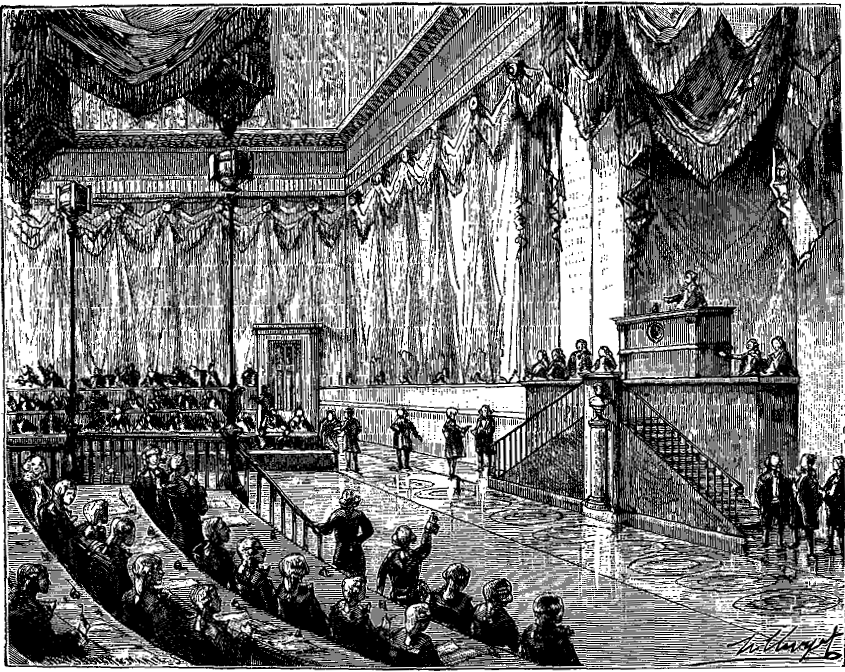
Una seduta della Convenzione

All'inizio del 1795 si reca due volte a Berna, incontrando probabilmente, nel secondo viaggio di ritorno, il padre. A metà maggio parte con Mme de Staël per Parigi, passando tra l'altro per Besançon, dove molto verosimilmente ritrova suo padre. Giunto nella capitale il 25, comincia subito ad assistere alle sessioni della Convenzione nazionale, pubblicando a fine giugno, in forma anonima, le «Lettres à un député de la Convention» ("Lettere a un deputato della Convenzione"), apparse sul giornale di Suard, Nouvelles politiques, nationales et étrangères ("Notizie politiche, nazionali ed estere"). Vi contesta un provvedimento volto a far sì che i due terzi dei nuovi eletti siano scelti tra quelli uscenti. Il provvedimento però, pur antidemocratico, è volto ad arginare la crescente opposizione realista. Per un fautore della Rivoluzione come Constant, le «Lettres» sono un passo da ingenuo novizio, che gli valgono infatti le critiche dei giornali governativi.
Deciso a porre rimedio, in luglio Constant pubblica con il suo nome la lettera «À Charles His, rédacteur du Républicain français», dove esprime la necessità che tutti si allineino alla Convenzione. In seguito, stringe amicizia con Jean-Baptiste Louvet, ex girondino ora alla Convenzione. Ironia della sorte, su richiesta di Louvet, Constant lo aiuta a redigere un testo in difesa del nuovo provvedimento e contro l'autore anonimo delle «Lettres».
Un altro trampolino di lancio è costituito dall'assidua frequentazione del salotto della baronessa de Staël in rue du Bac, dove Constant annoda con successo relazioni che spera possano aiutarlo a entrare in politica. Alla fine del 1795, tuttavia, le nuove autorità del Direttorio cominciano a guardare di mal occhio le riunioni della rue du Bac, dove si sospetta che prevalgano simpatie monarchiche. Messa sotto sorveglianza, la baronessa riceve un ordine di espulsione e, seppur conscio di dover momentaneamente accantonare le proprie ambizioni, Constant segue la donna in Svizzera, partendo con lei per Coppet il 20 dicembre.
Intanto, con la costituzione dell'anno III, adottata il 22 agosto ed entrata pienamente in vigore in ottobre, si è instaurato appunto il Direttorio, sistema che per la prima volta istituisce in Francia il bicameralismo, confidando il potere legislativo al Consiglio dei Cinquecento e al Consiglio degli Anziani, e il potere esecutivo a cinque Direttori.

Il castello di Coppet a fine Ottocento

A Coppet è ospite fisso del padrone di casa Jacques Necker e della figlia con cui, come detto, al più tardi in questo momento al sodalizio intellettuale si unisce quello amoroso. D'altronde è in quel periodo che Germaine scopre l'infedeltà di Ribbing, innamorato di un'altra, e che si lascia intenerire dalla costanza del suo accompagnatore. Durante gli incontri al castello Constant beneficia dell'esperienza politica di Necker, e si mette a scrivere un pamphlet intitolato De la force du gouvernement actuel de la France et de la nécessité de s'y rallier (La forza del governo attuale: sulla necessità di uscire dalla rivoluzione), che conclude in marzo e fa stampare a Losanna da Jean Mourer, uno dei pochi editori liberali della città. In seguito manda a Louvet cento copie perché possa fare pubblicità all'opuscolo. Il 30 aprile Constant arriva a Parigi e trova la sua opera accolta favorevolmente dagli organi di stampa filodirettoriali, mentre i realisti la avversano, insistendo sulla nazionalità svizzera dell'autore (uno straniero, dunque), e trovando un'acuta replica in Lezay-Marnésia, che risponde per le rime con un altro opuscolo.
Nel suo testo Constant si schiera apertamente con il Direttorio, unica sistemazione statuale capace di neutralizzare i giacobini a sinistra e i monarchici a destra, mantenendo intatti i principi ispiratori della Rivoluzione del 1789: rappresentatività e costituzionalità del sistema liberale. La «Contro-Rivoluzione non sarebbe altro che una nuova Rivoluzione», asserisce l'autore. Al tempo stesso bisogna scongiurare l'altro estremo, quello terroristico, sicché si incitano i francesi «a cedere alla forza delle cose» e ad allinearsi alla politica del Direttorio, mettendo da parte le diverse opinioni politiche, per assicurare «pace e libertà».

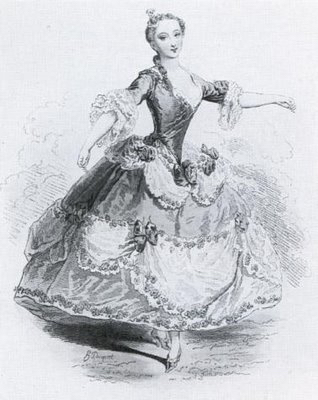
Julie Talma

Nel 1796, a Parigi, dove si trova anche per far ottenere la cittadinanza francese all'amante, Constant approfondisce la conoscenza di Julie Talma (1756-1805), danzatrice e sposa infelice del famoso attore François-Joseph. Il loro sarà un rapporto profondo ma platonico, benché Julie ami Benjamin. In luglio Constant sfida a duello il giornalista Louis-François Bertin, che lo ha offeso per la sua nazionalità svizzera e gli ha dato del giacobino terrorista. Tuttavia si riconciliano prima dello scontro e diventeranno buoni amici. Quando Constant torna in Svizzera il 4 agosto trova Germaine molto innamorata di lui, e quando il 7 ottobre riparte per Parigi Mme de Staël è incinta di una bambina, Albertine, che nasce l'8 giugno 1797 e che è probabilmente figlia di Benjamin.
Il 1º novembre 1796 acquista, in parte con un prestito di Necker, una tenuta vicino a Luzarches (30 chilometri circa a nord di Parigi), Hérivaux, dove può stabilirsi con Germaine, che ha ricevuto l'autorizzazione a tornare in Francia purché non metta piede nella capitale. Qui soggiornano a più riprese tra il gennaio e il maggio 1797 (quando la de Staël può tornare a Parigi), ricevendo fra gli altri Talleyrand.
Al primo pamphlet che Constant scrive nel periodo direttoriale seguono nel 1797 altri due scritti degni di nota: Des réactions politiques (Le reazioni politiche), pubblicato in marzo, e Des effets de la Terreur (Gli effetti del Terrore). All'inizio del primo Constant, che ha iniziato le procedure per ottenere la cittadinanza francese e poter così prendere parte attiva alla politica del Paese, si rifà a un decreto del 1790, che riconosceva la cittadinanza a chi discendeva da francesi espatriati in maniera coatta. Constant sostiene di essere proprio in questa condizione, perché appartiene a una famiglia costretta a fuggire in quanto ugonotta.
In seguito, sostiene che le rivoluzioni derivano dalla rottura dell’equilibrio tra le aspirazioni di un popolo («le idee») e le istituzioni che lo governano. La rivoluzione dunque esplode come sintomo di un rapporto degenerato e come la cura che vi pone rimedio. Quando restaura questo equilibrio e si ferma lì, non c'è reazione, ma quando va oltre, «cioè quando stabilisce istituzioni che oltrepassano le idee dominanti, produce inevitabilmente delle reazioni». È quanto accadde, continua Constant, con la Rivoluzione francese, in quanto non ci si è accontentati degli obiettivi iniziali - libertà e abolizione dei privilegi -, e ci si è attaccati alla proprietà, cosicché gli sconquassi economici e sociali conseguenti hanno provocato le innovazioni eccessive dei Giacobini, portando la situazione a degenerare, e la Francia si trova ora in un equilibrio precario, con il rischio di ricadere nell'Ancien Régime e nella restaurazione dei privilegi.

### Al Tribunato: l'opposizione a Bonaparte
Tuttavia, l’esperienza della Repubblica Direttoriale arriva a un epilogo il 18 brumaio 1799, a causa di un colpo di mano ordito da Sieyès, il personaggio più influente del Direttorio, insieme a Fouché e Napoleone Bonaparte, determinando la decisiva ascesa al potere di quest’ultimo, che diviene Primo Console.

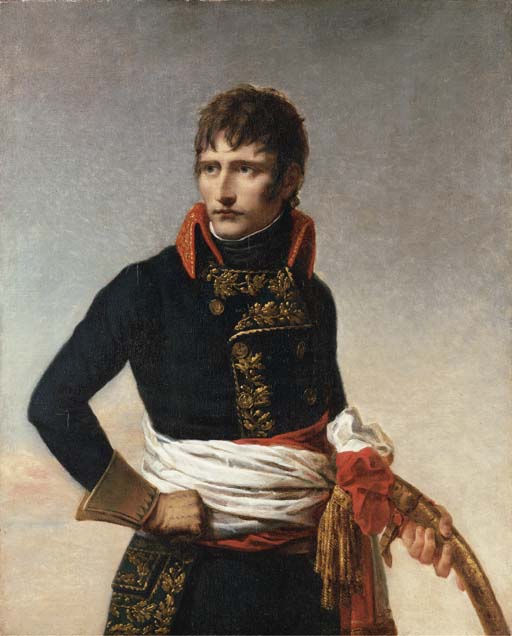
Napoleone ritratto da Andrea Appiani nel 1800

Il Parlamento si sposta a Saint-Cloud e Constant si oppone alla svolta politica di Bonaparte e ai cambiamenti istituzionali che mirano all’esautoramento del potere esecutivo. Nominato membro del neo-istituito Tribunato il 24 dicembre 1799, il 5 gennaio 1800 vi pronuncia un celebre discorso antibonapartista, relativo a un progetto di legge governativo che estrometterebbe sostanzialmente il Tribunato da un'incisiva partecipazione alla vita politica, in quanto si vedrebbe accordato un tempo troppo breve per poter esaminare a fondo i vari progetti di legge. In quell'occasione, Constant afferma che, «senza l'indipendenza del Tribunato, non ci sarebbero né armonia, né Costituzione, ma solo servitù e silenzio; un silenzio che si farebbe sentire in tutta Europa».
L'intervento procura al suo autore violenti attacchi da parte della stampa, che coinvolgono anche l'amante, Mme de Staël, il cui salotto, tra i più frequentati di Parigi, si ritrova di colpo deserto. Sospettata da Bonaparte di aver istigato Constant contro di lui, la nobildonna viene invitata ad allontanarsi dalla capitale per qualche tempo. Nei mesi seguenti, Constant continua ad attaccare il primo Console dall'aula del Tribunato: nei numerosi discorsi difende la libertà del singolo cittadino e della stampa, invoca l'indipendenza dei giudici e si oppone all'instaurazione di tribunali d'eccezione.
Attorno a Constant si forma un gruppetto di oppositori che, uniti a Idéologues quali Marie-Joseph Chénier (fratello di André), Pierre Daunou e Pierre-Louis Ginguené, imbastiscono una resistenza a Bonaparte in seno al Tribunato. Un rapporto di polizia del novembre del 1800 cita Constant tra gli «oppositori» che combattono contro «quelli che definiscono abusi del potere esecutivo».
L'insofferenza di Napoleone verso gli oppositori cresce giorno dopo giorno, finché nell'ottobre 1801 arriva ad auspicarsi che quei «cani» possano essere espulsi dal consesso il prima possibile. «Sono loro», continua Bonaparte, «che impediscono alla nave di procedere a vele spiegate». Con l'occasione del rinnovamento parziale del Tribunato, nel 1802, Bonaparte assegna a Cambacères il compito di estromettere i dissidenti; il 10 febbraio, Constant figura (con Daunou, Chénier e Ginguené) tra i venti espulsi, e lo stesso anno lascia la Francia assieme a Mme de Staël.

### Dopo il Tribunato: il viaggio in Germania
Nel maggio 1802, amareggiato, fa visita ai parenti in Svizzera, e in ottobre preferisce non ritornare a Parigi, visti l'inasprimento della censura e la sua nota opposizione al Primo console. Le condizioni finanziare sono intanto peggiorate, inducendolo a vendere Hérivaux, la proprietà di Luzarches, e a comprarne una più piccola, Les Herbages, sempre nei pressi della capitale francese. Neanche la precaria salute, a cui si accompagna un serio problema agli occhi, lo sostiene. Scrive un trattato intitolato Principes de politique, che però non può pubblicare a causa del clima sospettoso che si respira sotto il regime napoleonico.
Col tempo il rapporto con la de Staël si era incrinato. A inizio 1803, non per la prima volta, Constant pensa a sposarsi con un'altra donna (Mme de Staël aveva rifiutato) per stabilizzare la sua situazione, sentimentale e finanziaria. Quando la baronessa, che pure in quel periodo è amante di un irlandese sposato, lo viene a sapere, scoppia uno degli ormai frequenti litigi tra lei e Constant. In aprile egli si trasferisce a Les Herbages, per soddisfare il proprio bisogno di lavorare in tranquillità. Raccoglie e studia molto materiale per continuare una storia del regno di Federico il Grande, anche con lo scopo di introdurre surrettizie considerazioni sulla politica francese contemporanea. L'opera resterà incompiuta.

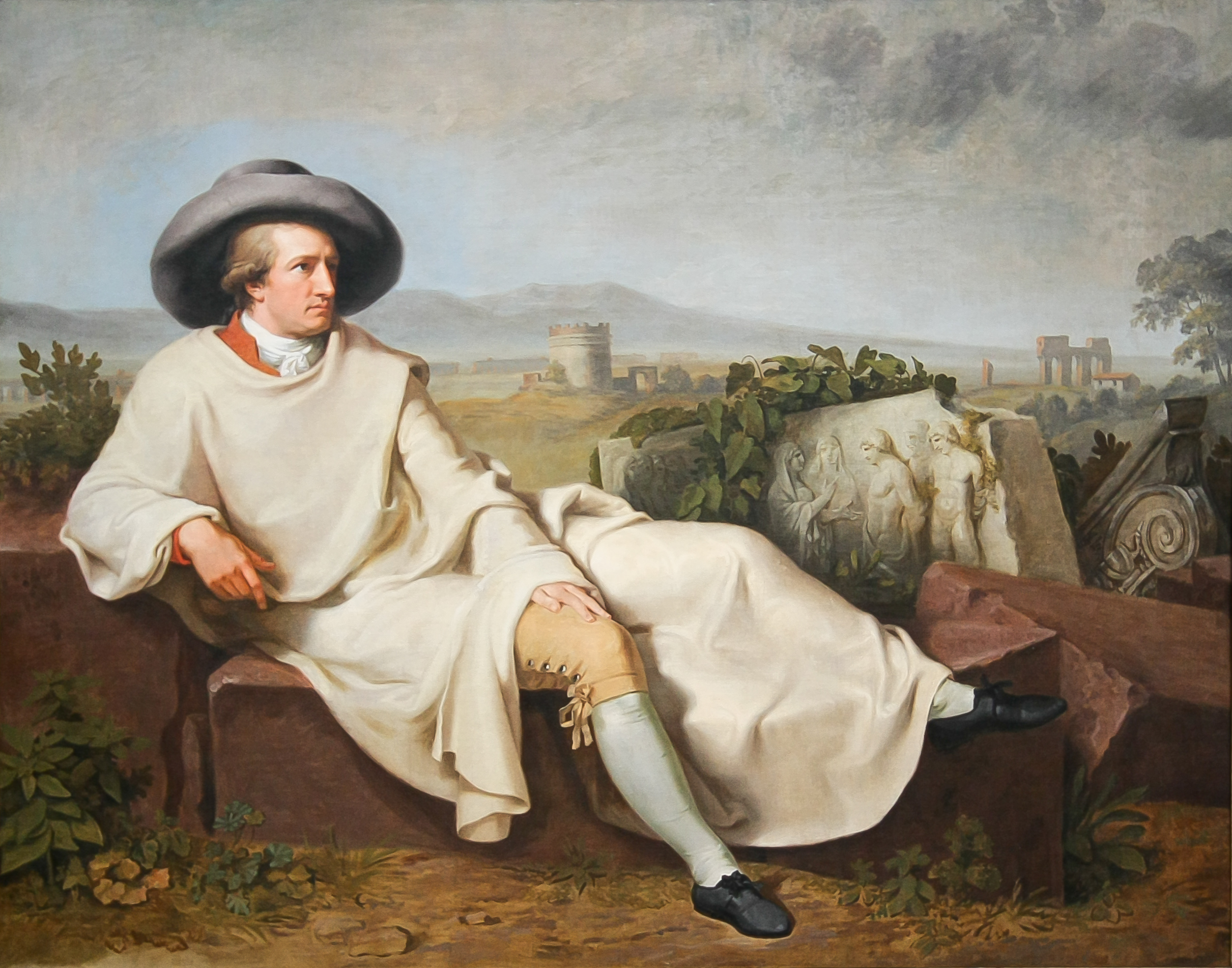
Goethe immortalato nel suo celebre soggiorno in Italia degli anni Ottanta del XVIII secolo

Nonostante Constant l'avesse messa in guardia, Germaine viene a Parigi in settembre e il 3 ottobre Napoleone firma per lei l'ordine di espulsione dalla città. Constant, che rischia la stessa sorte, segue la nobildonna, con il comune intento di raggiungere la Germania, da cui la de Staël è molto affascinata, e in cui Benjamin ritrova le atmosfere della giovinezza. Durante il tragitto, sostano tra fine ottobre e inizio novembre a Metz, dove il celebre filosofo e traduttore di Kant Charles de Villers (1765-1815) li incoraggia a raggiungere le terre tedesche. Il 13 novembre giungono a Francoforte, il 14 dicembre a Weimar.
Dapprima Benjamin viaggia in incognito, presentandosi come il tutore dei figli di Germaine, poi, dopo una breve assenza, rientra, non più sotto mentite spoglie, a Weimar il 4 gennaio 1804. Il viaggio tedesco, che Constant inizialmente vive come un sacrificio per la compagna e una rinuncia ai tranquilli studi di Les Herbages, si rivela molto stimolante anche per il losannese, che può godere di un ambiente intellettualmente vivace e libero. La coppia riceve un'ottima accoglienza alla corte del tollerante duca Carlo Augusto, nella cui città sono venuti a vivere nomi di prim'ordine della cultura tedesca come Schiller, Wieland e Goethe, che Constant incontra in quel periodo.
A Goethe, Constant riconosce delle capacità «prodigiose», e il grande autore tedesco, 20 anni più tardi, così ricorderà gli incontri di quel periodo: «Abbiamo passato con Benjamin Constant ore piacevoli e istruttive. Se consideriamo ciò che questo uomo superiore ha fatto in seguito, e con quale ardore ha proseguito senza esitazione sulla via che aveva scelto, e che riteneva essere quella della giustizia, possiamo immaginare quali nobili tendenze, ancora in nuce, si agitassero nella mente di un simile uomo».
Invitato anche da Schiller, può leggere in anteprima alcuni stralci del Guglielmo Tell. Per Constant, provato dalle esperienze parigine, è un toccasana potersi dedicarsi nuovamente alla letteratura e a conversazioni erudite. Come scrive all'amico Claude Fauriel, la Germania ristora «l'anima e la mente». A Lipsia le strade dei due amanti si separano: Mme de Staël prosegue verso Berlino, mentre Benjamin torna a Losanna, dove arriva il 7 aprile 1804, giusto in tempo per venire a sapere della morte di Jacques Necker (8 aprile). Constant riparte subito alla volta della Germania: a Weimar trova l'amante in stato di grave prostrazione, e con lei intraprende il viaggio per il castello di Coppet, di cui la baronessa è l'unica ereditiera.

### Tra la Svizzera e la Francia
Nonostante l'affetto tributato dal repentino ritorno in Germania per consolarla, i rapporti tra Constant e la de Staël sono sempre più difficili: lei lo stimola intellettualmente, ma hanno frequenti scontri a causa del loro carattere burrascoso. Starle sempre vicino comporta per Constant una continua sottrazione di tempo agli studi, a cui vuole dedicarsi interamente. Per questo, quando la baronessa intraprende il suo viaggio italiano, lui non la segue, ma raggiunge Les Herbages (21 dicembre) per ricominciare a dedicarsi al libro sulla religione.
Constant, in questa fase della sua vita, pensa insistentemente all'idea del matrimonio: i suoi forti appetiti sessuali lo portano a recarsi a Parigi, come già a Ginevra, per avere rapporti con prostitute, come scrive nel suo diario. Una donna in casa potrebbe soddisfare questo bisogno e dargli la serenità necessaria per attendere alle sue opere e realizzare il proprio ideale di solitudine e indipendenza, allietato dal conforto matrimoniale. Intanto i ripensamenti sul contenuto del libro sono continui, ma lo studio del politeismo romano va a formare il primo nucleo del futuro Du polythéisme romain.
Il 1805 è un anno segnato da lutti che alimentano la sua ossessione della morte. Nel dicembre precedente si spegne l'amico scrittore e traduttore Ludwig Huber (ma Constant lo scopre in gennaio), in maggio Julie Talma, a cui è appena morto anche il terzo dei tre figli, e a fine anno Isabelle de Charrière. Il 15 marzo riflette, nel diario, sul fatto che i suoi nemici siano vivi e vegeti, mentre ogni volta che cammina è come se calpestasse le tombe degli amici. Al contempo comincia a chiedersi se una parte dell'essere umano non sopravviva alla morte. È un periodo di abbattimento che confina con la depressione; nel diario cominciano ad affiorare temi e stilemi che confluiranno nell'Adolphe, e il 30 dicembre, dopo il decesso della de Charrière, con cui i contatti, seppur sporadici, ci sono sempre stati, scrive: «Il mondo si sta spopolando, perché continuare a vivere?».
All'inizio del 1806, con poco entusiasmo, recita negli allestimenti teatrali volteriani (Maometto e Zaira) che la de Staël propone a un pubblico di intellettuali antibonapartisti che si riuniscono a Coppet. Al principio dell'anno, Constant lavora assiduamente al libro che diventerà, dopo numerose rielaborazioni, i Principes de politique, che racchiuderanno una summa della sua ideologia politica e la base su cui imposterà la sua attività pubblica. In questo testo, in cui riprende scritti precedenti e che inizialmente voleva difendere l'idea repubblicana contro quella monarchica, Constant finisce col proporre un modello opposto a quello bonapartista, sempre più repressivo, in vigore. Nei Principes è esposto, in modo già molto preciso, il liberalismo dell'autore, la cui preoccupazione sta nel preservare ad ogni costo la libertà individuale e nel creare un compromesso con la libertà collettiva.

### Primizie narrative e secondo matrimonio
In questo periodo Constant ritrova a Parigi Charlotte von Hardenberg (1769-1845), conosciuta a Brunswick l'11 gennaio 1793, dove era sposata in prime nozze al ciambellano di corte, Wilhelm von Marenholtz. Già all'epoca ci fu un intenso rapporto emotivo tra i due, benché non se ne possa determinare la precisa natura, e ora, sposa infelice del secondo marito (il visconte Alexandre du Tertre, 1774-1851), la donna diventa amante di Constant, fino a contrarre con lui nel 1808 un matrimonio durato fino alla morte dello scrittore.

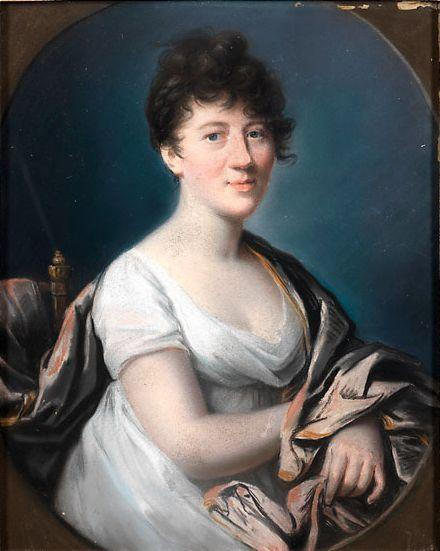
Charlotte von Hardenberg

Dopo le continue e consuete esitazioni, Constant si abbandona in ottobre alla dolce e materna Charlotte, molto diversa dalla baronessa De Staël: «Il contrasto tra la sua impetuosità, il suo egoismo e la costante ossessione di sé [tutto riferito alla de Staël], e i modi pacati, dolci, modesti e schivi di Charlotte mi rendono quest'ultima mille volte più cara», scrive il 26 ottobre 1806, aggiungendo 4 giorni più tardi: «Iniziato un romanzo sulla nostra storia. Ogni altro lavoro mi sarebbe impossibile».
Questo romanzo procede velocemente, ma se ne ignora il contenuto preciso. L'idea originaria mira senza dubbio a narrare l'amore con Charlotte, ma le righe che Constant verga contemporaneamente nei diari lasciano pensare che presto si inserisca nella trama la rottura del protagonista, a cui non è noto se Constant avesse assegnato un nome, con una certa Ellénore. L'«episodio di Ellénore» dovrebbe fungere da premessa ma finisce verosimilmente - i diari coevi lo testimoniano - col costituire l'argomento centrale di questo primo abbozzo letterario, a cui l'autore lavorò circa un mese, dandone poi diverse pubbliche letture, la prima davanti a Stanislas de Boufflers (1738-1815), membro dell'Académie, e alla presenza della de Stael.
Resta difficile, se non impossibile - l'opera è andata perduta -, stabilire se si tratti di un testo, o un abbozzo, all'origine di Adolphe (1816), o di Cécile (1810), o se sia un lavoro distinto e tuttavia già pregno di temi confluiti in entrambi i romanzi maggiori.
Intanto, nel novembre 1806, la de Staël sorprende Constant mentre scrive alla sua amante. L'uomo, messo alle strette, confessa la relazione, suscitando una reazione tempestosa della baronessa, a cui fa seguito un inverno di scenate che prostrano entrambi. Constant è tra l'altro affetto da problemi alla vista che gli fanno temere la cecità, presto scongiurata. Anche nel 1807 la de Staël si prodiga in tentativi di riconquistarlo, arrivando alle minacce di suicidio. Segretamente, nel frattempo, Constant organizza il matrimonio con Charlotte, reso possibile dall'annullamento del vincolo coniugale con du Tertre. Le nozze, estremamente discrete, si celebrano a Brevans, secondo il rito protestante, il 5 giugno 1808, nella proprietà del padre Juste.
Malgrado ciò, lo scrittore torna a vivere con l'ignara Mme de Staël a Coppet, continuando a esserne l'amante alla luce del giorno. Benjamin le ha tenuto segreto il matrimonio, con l'intenzione di rivelarglielo nel breve termine. Come suo solito, però, indulge in temporeggiamenti, procrastinando la rivelazione. Charlotte si reca talvolta in Svizzera, dove il marito la raggiunge di nascosto. Gli accordi presi con la moglie prevedevano che la de Staël sapesse tutto entro l'autunno, ma solo nel maggio 1809 la donna verrà infine messa al corrente.
L'8 maggio, dopo un periodo a Parigi, gli sposi sono a Sécheron, alle porte di Ginevra. È da qui che Charlotte scrive a Mme de Staël per proporle un faccia a faccia, mentre Constant si allontana a Ferney. La baronessa raggiunge la signora Constant, che le rivela ogni cosa in un tumultuoso colloquio. Nel resoconto inviato l'indomani al marito, Charlotte spiega che l'ex amante ha accolto la notizia con «violenza e dolore» e ha chiesto un differimento dell'annuncio pubblico. Quando Benjamin si reca finalmente a parlare con la de Staël, si vede imposti tre mesi di attesa affinché possa gestire la vicenda e far credere di essere stata lei a volere la rottura. In questo modo viene salvata un'amicizia a cui Constant tiene profondamente, com'egli rivela il 13 maggio alla zia Anna di Nassau, senza che ciò eviti alla baronessa un periodo caratterizzato da depressione, insonnia e abuso d'oppio. Mme de Staël fa inoltre firmare allo scrittore un documento in cui riconosce gli 80000 franchi francesi di debito contratti nei suoi confronti.

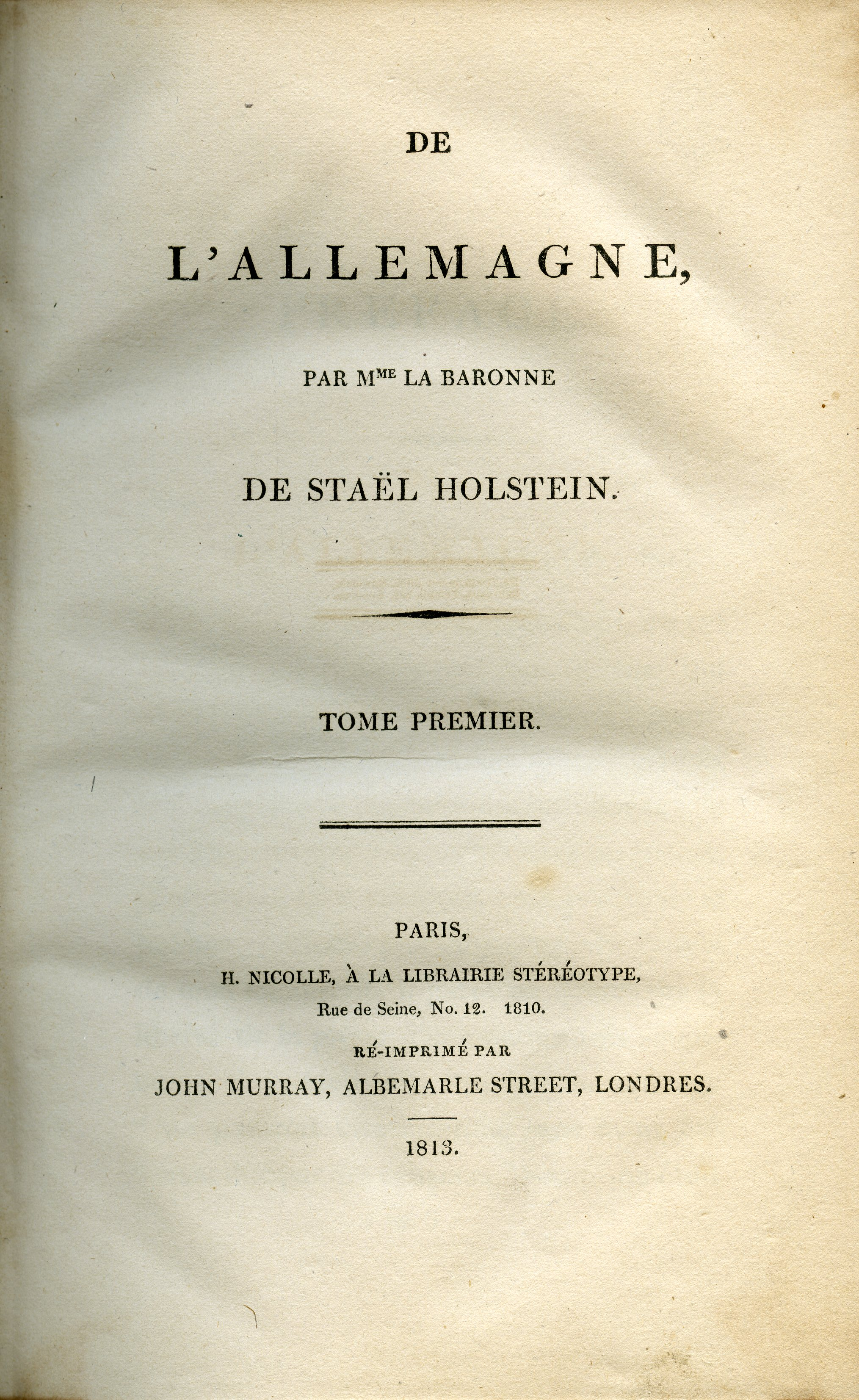
De l'Allemagne: frontespizio dell'edizione londinese del 1813

### Altri scritti eAdolphe
Nell'ottobre 1809, Constant parte per Les Herbages, dove la moglie lo raggiunge il mese seguente. In questo periodo, inframmezzato da soggiorni parigini ma trascorso soprattutto in campagna, lo scrittore mette ordine nei suoi manoscritti, tra cui figurano i Principes de Politiques, De la justice politique e De la possibilité d'une Constitution républicaine dans un grand pays. Il dispiacere per aver lasciato molti testi incompiuti e di aver pubblicato ancora poche opere viene lenito dalla premurosa vicinanza della moglie, con cui raggiunge la tanto agognata felicità coniugale. Nell'estate del 1810 redige Cécile, che ripercorre in forma romanzata tutta la storia del rapporto con Charlotte, dall'incontro di Brunswick in poi. Anche Cécile rimane però incompiuto, poiché la narrazione si arresta ai primi mesi del 1808.
La vita di Constant subisce un nuovo scossone nell'ottobre 1810, quando Napoleone vieta la pubblicazione del celebre saggio De l'Allemagne, in cui Mme de Staël mette in evidenza il genio letterario e filosofico della Germania contemporanea, ed esilia la baronessa dal territorio francese. Durante il viaggio che la riporta a Coppet, è raggiunta a Briare da Constant, che le esprime la sua vicinanza. Profondamente turbato dalla sofferenza della nobildonna, Constant ripiomba nel vizio del gioco, dilapidando il suo patrimonio. Questo sbandamento emotivo lo costringe, visti i debiti contratti, a vendere una parte della sua biblioteca e l'amata proprietà degli Herbages.
Il 17 gennaio 1811 Constant e la moglie lasciano Parigi per tornare a Losanna. Durante questo nuovo periodo in terra elvetica, lo scrittore ricomincia a recarsi da Mme de Staël. La complicità ancora presente tra i due spinge il nuovo amante della donna, il ventitreenne ufficiale ginevrino - ma di origine piemontese - John Rocca (1788-1818), a sfidare Benjamin ad un duello (18 aprile) che non avrà luogo per l'intercessione della baronessa. L'atmosfera tesa, incupita da nuovi contenziosi con il padre Juste a proposito dell'eredità, spinge i coniugi Constant a partire in maggio per Gottinga, prossima al castello di Hardenberg, di cui è proprietario il fratello maggiore di Charlotte.
Giunti a destinazione il 18 agosto, i coniugi alloggiano per qualche mese al castello, finché al principio di novembre si trasferiscono in città, in modo da poter essere più vicini alla vastissima biblioteca dell'ateneo. Gottinga è in quel momento una delle sedi universitarie più prestigiose d'Europa, nonché il luogo ideale per dedicarsi allo studio e all'attività intellettuale. Constant si rimette a lavorare al saggio sul politeismo romano e ritrova Charles de Villers, docente di letteratura francese già incontrato anni prima a Metz. Gradualmente, con fatica e seppur parzialmente, Constant riesce a farsi accettare dal mondo accademico locale, diventando membro del Gehlerten-Club, un punto di ritrovo per i professori, e venendo nominato, il 14 dicembre 1812, membro dell'Accademia delle Scienze di Gottinga, titolo onorifico di un certo valore che però non comporta né stipendio né obblighi.
Con il padre le cose vanno di male in peggio: l'anziano Juste ha intrapreso nel tempo una serie di procedimenti volti a ottenere denaro dal figlio, spinto così sull'orlo di una pressoché certa rovina economica. Un'ultima mossa, avviata il 4 gennaio 1812, per requisire i possedimenti parigini di Benjamin, viene interrotta dalla morte del genitore, che sopravviene il 2 febbraio, e di cui Constant viene informato il 19, durante un soggiorno a Brunswick. I successivi mesi del 1812 scivolano in una routine fatta di scrittura, brevi e fugaci tappe a Kassel, litigi con la moglie e ubriacature, ma quasi sempre nella tranquilla cornice di Gottinga.
In quell'anno, però, Mme de Staël intraprende un lungo viaggio verso il nord, giungendo prima in Russia, dove si intrattiene con l'ambasciatore britannico e lo zar Alessandro I, e poi in Svezia. Lo scopo del viaggio è patrocinare la causa della monarchia costituzionale, affinché all'eventuale caduta di Napoleone non segua la restaurazione borbonica. In Svezia la baronessa, assieme alla famiglia e a Schlegel, si pone al servizio del principe ereditario locale Jean-Baptiste Jules Bernadotte, in un'azione che secondo alcuni storici avrebbe dato un piccolo contributo all'ingresso della Svezia nell'alleanza antifrancese dell'anno successivo, composta inoltre da Inghilterra e Russia. In questo contesto, Constant soggiorna a Kassel tra i primi di dicembre e il 18 gennaio 1813, per un periodo quindi insolitamente lungo, in un importante e caotico crocevia dell'Europa Settentrionale che non giova al suo stile di vita. Lo studioso tedesco Kurt Kloocke ha ipotizzato che a Kassel Constant venisse in contatto con amici di Bernadotte e lo sostenesse clandestinamente.
Sebbene accolga con una certa freddezza la notizia della ritirata di Russia, che gli giunge a Kassel il 25 dicembre 1812, il 15 marzo comincia un poema allegorico e satirico antibonapartista. Nonostante i versi siano mediocri, come lo stesso autore lascia intendere nel suo diario, questo lavoro segna un riavvicinamento alla letteratura e all'attualità politica, sacrificate da tanto tempo in favore degli studi storici e teologici. Sul testo, prima intitolato Florestan, ou le Siège de Soissons, e poi Le Siège de Soissons, Constant tornerà ripetutamente almeno fino al 1826. Il «poema», poi divenuto, nelle parole dell'autore, «romanzo del VI secolo in verso libero», verrà pubblicato solo nel 1892.
Nonostante il ritiro a vita privata, fino al 1816 Constant ha l’occasione di produrre molte delle sue opere più rilevanti grazie alla frequentazione della celebre residenza di Coppet, nei pressi di Nyon sul lago di Ginevra, luogo in cui Madame de Staël aveva riorganizzato le riunioni di un nutrito circolo di intellettuali in seguito all’interdizione data a Constant di avvicinarsi a meno di 150 chilometri da Parigi.

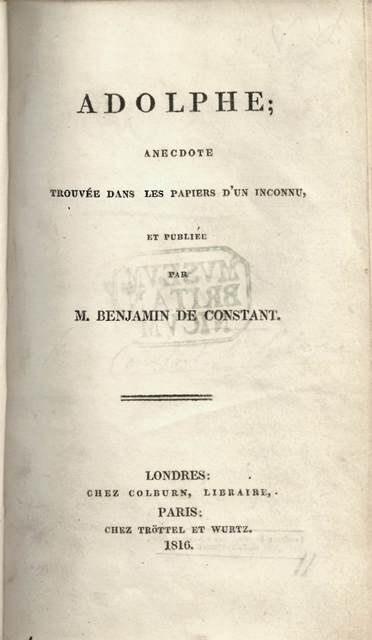
Frontespizio di Adolphe (1816)

Nel 1813 scrive il libello antinapoleonico Lo spirito di conquista e dell’usurpazione che gli permetterà di rientrare sulla scena politica in seguito alla caduta di Napoleone nella battaglia di Lipsia.
Nonostante la sua avversione a Napoleone e dopo aver partecipato attivamente ai primi anni della Restaurazione (1814-1815), durante i Cento giorni (dal 20 marzo all’8 luglio 1815) accetta di redigere l'Acte Additionel, una costituzione per liberalizzare l’Impero di Napoleone, nel periodo stesso in cui aveva difeso la costituzione concessa da Luigi XVIII. Dopo la sconfitta napoleonica a Waterloo il 18 giugno 1815 e il ritorno sul trono del legittimo sovrano Luigi XVIII, Constant decide di partire per l’esilio volontario da cui tornerà nel 1816, stesso anno in cui scrive il suo romanzo più famoso, l'Adolphe, identificandosi con le istanze liberali incarnate dagli Indipendenti, uno dei grandi partiti della Seconda Restaurazione.

### Ultimi anni
Nel 1819 declama il famoso discorso La libertà degli Antichi paragonata a quella dei Moderni, con quest'ultima da lui definita come la libertà per gli individui di non sottostare al potere collettivo per acquisire sovranità sugli affari pubblici, che gli vale l’elezione alla Camera dei deputati. Con questo discorso egli si inserisce nella scia dell'annosa querelle des Anciens et des Modernes risalente al XVII secolo, sorta all’interno dell’Académie Française, e che segnò un punto di svolta mettendo in discussione il principio di imitazione dei classici. Ma l'intento di Constant è politico, non letterario: egli insiste sul necessario interesse dei cittadini moderni alla vita politica: il sistema rappresentativo moderno libera senza dubbio i cittadini dall'onere del lavoro politico professionale, ma richiede la loro estrema vigilanza e il loro impegno partecipativo affinché venga garantito l'esercizio dei loro diritti e la conservazione dei loro piaceri privati.
L’ascesa di Carlo X al trono nel 1824, sancendo una sorta di ritorno all’Ancien Régime, mette in crisi le aspirazioni liberali di Constant che prontamente organizza la Rivoluzione di Luglio del 1830. Svoltasi nei giorni di 27, 28 e 29 luglio, per questo soprannominata Trois Glorieuses, vede il rovesciamento di Carlo X e l’ascesa di Luigi Filippo, dichiarato non più “Re di Francia” bensì “Re dei Francesi”. Constant, vecchio e malato, all’alba della Rivoluzione redige una dichiarazione a favore del nuovo sovrano e apre il corteo insurrezionale. Morirà qualche mese dopo, l’8 dicembre 1830. La sua tomba si trova nel cimitero parigino di Père-Lachaise.

## Pensiero

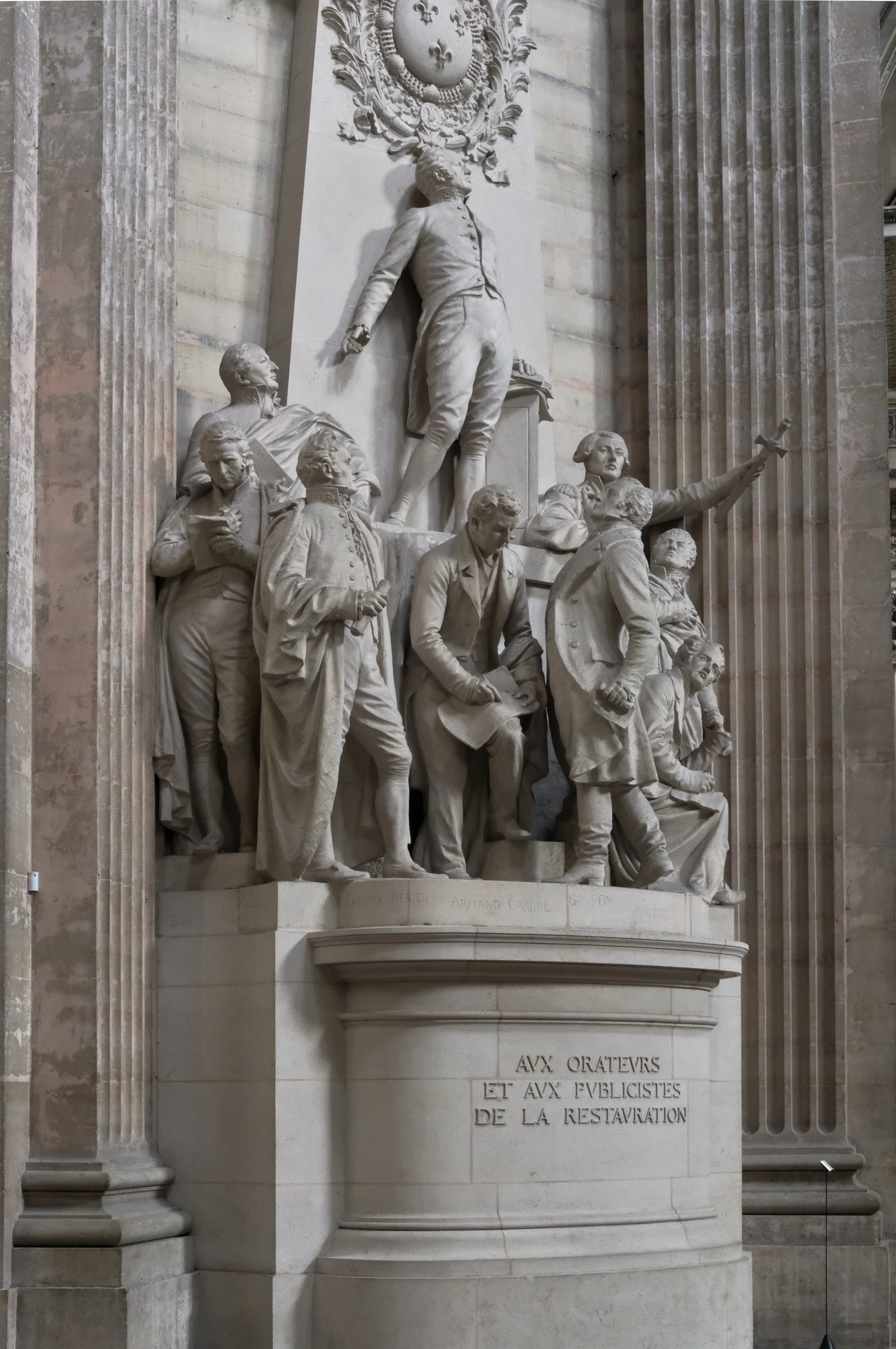
Monumento agli Oratori e ai Pubblicisti della Restaurazione al Panthéon di Parigi (1903), con statue di Benjamin Constant, Pierre de Serre, Casimir Perier, Armand Carrel, Maximilien Foy, Jacques-Antoine Manuel e François-René de Chateaubriand

Esponente del liberalismo classico, più legato alla tradizione anglosassone che a quella francese, guardava più all'Inghilterra che all'Antica Roma come modello pratico di libertà all'interno di una vasta società commerciale. Egli delineò la distinzione tra la "Libertà degli Antichi" e la "Libertà dei Moderni". La prima era partecipatoria, basata sulla libertà repubblicana, e dava ai cittadini il diritto di influenzare direttamente la politica tramite dibattiti e votazioni nelle pubbliche assemblee. Allo scopo di sostenere questo grado di partecipazione diretta, la cittadinanza era un obbligo morale che richiedeva un considerevole dispendio di tempo ed energia. Generalmente ciò richiedeva una sottoclasse di schiavi per assolvere a gran parte del lavoro produttivo, lasciando così ai liberi cittadini la possibilità di deliberare sugli affari pubblici. La Libertà degli Antichi era anche delimitata a società relativamente piccole ed omogenee, nelle quali la popolazione poteva radunarsi in un unico luogo per dibattere la cosa pubblica.
La Libertà dei Moderni, di contro, era basata sul godimento delle libertà civili, sul dominio della legge, e sulla libertà dall'ingerenza dello Stato. La partecipazione diretta veniva così limitata: ciò era una conseguenza necessaria all'interno degli stati moderni, ed anche un risultato inevitabile dell'aver dato vita ad una società commerciale in cui non esistevano schiavi ma ognuno doveva guadagnarsi da vivere con il proprio lavoro. Per questo motivo coloro che avevano diritto al voto dovevano eleggere dei rappresentanti che avrebbero deliberato in un Parlamento in rappresentanza del popolo liberando i cittadini dall'onere della politica.
Constant era convinto che nel mondo moderno grazie al commercio la guerra fosse ormai superata. Egli attaccò aspramente la sete di conquiste territoriali di Napoleone che considerava illiberali e non degne di una moderna organizzazione sociale e commerciale. Era l'Antica Libertà ad essere guerriera, mentre uno Stato organizzato sui principi della Libertà Moderna doveva essere pacifico in mezzo ad altre nazioni pacifiche.
La distinzione tra Libertà Antica e Moderna è significativa per diversi aspetti. In primo luogo, la Francia aveva cercato di riprodurre durante la Rivoluzione Francese la Libertà Antica, basando le sue istituzioni (come il Consolato e il Tribunato) sul modello della Roma repubblicana. Ciò aveva avuto come esito contrario il dominio personale di Napoleone. Constant era convinto che se la libertà fosse stata salvata dalle conseguenze della Rivoluzione Francese, allora la chimerica Libertà Antica sarebbe stata abbandonata in favore della Libertà Moderna. 
L'Inghilterra, dai tempi della 'Gloriosa Rivoluzione del 1688', aveva dimostrato la praticabilità della Libertà Moderna e l'Inghilterra era una monarchia costituzionale. Constant ne concluse che quest'ultima forma di governo fosse più adatta delle istituzioni repubblicane nel mantenere viva la Libertà Moderna. Questa sua visione contribuì alla definizione dell'Acte Additional del 1815, che trasformava il restaurato potere di Napoleone in una monarchia costituzionale.
Questa doveva durare solo cento giorni, prima che Napoleone venisse sconfitto, ma il lavoro di Constant fu nondimeno utile a riconciliare la monarchia con la libertà. In effetti, la Costituzione Francese del 1830 potrebbe essere considerata una traduzione in pratica delle idee di Constant: una monarchia ereditaria convivente con una Camera dei deputati eletta e una Camera dei Pari senatoriale, con il potere esecutivo attribuito a ministri responsabili. Così, sebbene spesso ignorato in Francia a causa delle sue simpatie anglosassoni, Constant diede un contributo profondo (anche se indiretto) alla tradizione costituzionale francese.
L'importanza delle opere di Constant riguardo alla libertà degli antichi ha quasi oscurato il resto del suo pensiero. Constant non era, ad ogni modo, un sostenitore di un libertarismo radicale. I suoi molteplici lavori letterari e culturali (tra i quali i più importanti sono la novella Adolphe e le dettagliate storie della religione) mettevano l'accento sull'importanza dello spirito di sacrificio e del calore delle emozioni umane come base per la convivenza umana. In questo modo, se da un lato riteneva la libertà individuale essenziale per lo sviluppo morale dell'individuo e sinonimo di modernità, dall'altro sentiva che l'egoismo e gli interessi personali non erano sufficienti a definire veramente la libertà individuale. L'autenticità delle emozioni e la compartecipazione dei sentimenti erano elementi critici. In questo, il suo pensiero morale e religioso era fortemente influenzato dagli scritti morali di Jean-Jacques Rousseau e dai pensatori tedeschi, come Immanuel Kant, che lesse per documentarsi sulla storia della religione e con cui ebbe una celebre polemica in merito al "diritto di mentire".
Henri Sensine valuta Constant appartenente ad una intelligenza d'élite che, nel suo caso, il timore di cedere troppo all'entusiasmo e la mania dell'ironia guastarono completamente. Il suo sarebbe stato un liberalismo da dilettante, caratterizzato dall'anima di un romantico e dalla limitata immaginazione propria della mentalità del XVIII secolo. Riguardo al sentimento religioso Benjamin Constant ha scritto che, in ogni epoca e in ogni luogo, là dove il sentimento religioso è trionfante ha come compagna la libertà. Al contrario l'assenza di tale sentimento favorisce le pretese dei tiranni. Sensine poi, riguardo al rapporto tra assenza del sentimento religioso e tirannia, ha avvicinato tale opinione a quella di Edgar Quinet, che in Révolution et lassitude attribuisce a questa correlazione il fallimento della Rivoluzione Francese.

## La teoria costituzionale
La teoria politica di Benjamin Constant è profondamente radicata al contesto storico-politico in cui nasce e si evolve; per questo è influenzata dalle opzioni che l'hanno preceduta e che hanno mutato la riflessione filosofica e politica tra XVII e XIX secolo: il Leviatano di Thomas Hobbes, ovvero l'ingresso degli interessi individuali nel gioco istituzionale, pianificabile e prevedibile in senso meccanicistico fino all'ultimo particolare; l'ambiente anglosassone, il suo sistema “misto” basato sul confronto-scontro (balance) tra i poteri e i ceti, attraverso i diversi organi che li rappresentano, senza una carta costituzionale che ne chiarisca i meccanismi istituzionali; infine, l'ambiente intellettuale francese a cavallo dei due secoli che fa della razionalità la caratteristica principale del sistema politico fondato sullo strumento costituzionale, utile a limitare, separare e regolamentare ogni singolo aspetto del potere.
Nell'intreccio di queste correnti di pensiero, si pone la serie di eventi rivoluzionari che caratterizzano il passaggio tra i due secoli in tutto il continente europeo a partire dalla Rivoluzione Francese; in questo contesto così ricco di mutamenti si può definire il costituzionalismo in almeno due modi diversi: come la stesura delle diverse carte costituzionali utili al chiarimento di un nuovo assetto dei poteri (processo storico che caratterizzerà tutto il XIX secolo); in un senso invece più ampio si parla del “costituire” uno Stato realmente nuovo da parte della nation, la società, il nuovo soggetto politico in formazione, salito alla ribalta alla fine XVIII secolo.
La teorizzazione di Benjamin Constant, interrogandosi radicalmente sulla natura del potere, difende le conquiste politiche rivoluzionarie e allo stesso tempo riesce ad essere protagonista centrale nel periodo della restaurazione. La sua dottrina costituzionale si basa sulla divisione tra potere legislativo e potere esecutivo, divisione che riprende le facoltà individuali del volere (legislativo) e dell'agire (esecutivo); si articola poi in cinque funzioni (a partire dal 1814, data di pubblicazione delle “Reflexions sur les constitutions”): il pouvoir préservateur/neutre affidato al re; il potere esecutivo assegnato ai ministri; il pouvoir représentatif, ovvero il potere legislativo affidato a due camere; il potere giudiziario; il pouvoir municipal legato alla dimensione locale, questa proposta fu infine recepita nel 1831, quando furono istituiti dei consigli comunali eletti (sebbene con una base elettorale ristretta).
Il monarca ha rapporti con tutti gli altri poteri: nomina i ministri (potere esecutivo), promulga o pone il veto sui provvedimenti legislativi, nomina parte dei giudici (potere giudiziario). Rispetto alla sua carica neutra e di garanzia rispetto all'assetto costituito, invece egli può destituire i ministri, sciogliere la camera elettiva, esercitare la grazia.
Il potere legislativo è assegnato a due camere, una delle quali viene eletta con suffragio su base censitaria (da qui la definizione di potere représentatif), l'altra è organizzata su base ereditaria. 
L'assemblea ereditaria ha lo scopo di legare la nazione (la società) col trono, evitando il dispotismo del monarca e radicando la nobiltà all'interno del corpo sociale e del meccanismo costituzionale, con lo scopo di mantenere “il popolo nell'ordine” e vegliare sulla libertà, anche per questo questa camera viene definita da Constant come "corpo intermediario”; essa non ha limite di estensione, per permetterne il rinnovamento ed evitare la nascita di una aristocrazia chiusa, eversiva per l'organizzazione istituzionale. 
Seguendo un disegno coerente che lega tutte le parti del corpo costituzionale, la camera elettiva viene progettata da Constant per radicare il meccanismo politico nell'opinione attraverso la rappresentanza. L'elezione diretta avviene seguendo tre passaggi: in ogni distretto tutti i cittadini aventi diritto (ovvero i proprietari) fissano una prima lista di cinquanta candidabili, scelgono poi una commissione composta da cento elementi che sceglierà i cinque candidati tra cui verrà nuovamente effettuata la scelta da tutti gli aventi diritto di voto. La camera elettiva è fondamentale nel disegno costituzionale perché permette un reale collegamento tra gli interessi particolari e l'interesse generale, incentivando ulteriormente la relazione tra le diverse classi sociali; essa è rinnovabile per intero a scadenze non eccessivamente ravvicinate, i suoi membri sono rieleggibili per un numero indefinito di tornate elettorali con il duplice scopo di ricompensarne il merito ed evitare disordini nella popolazione. Pur non essendo contrario ad una indennità modesta per i componenti eletti, Constant sostiene la gratuità delle funzioni rappresentative, proprio perché in un contesto in cui i non-proprietari non hanno diritti politici l'assenza di qualsiasi compenso per i rappresentanti diviene naturale. Per rendere allo stesso tempo appetibili le cariche rappresentative, esse devono avere un ruolo fondamentale all'interno dello Stato.
Il potere esecutivo viene esercitato dai ministri, responsabili rispetto alle camere e al sovrano; il giudiziario viene esercitato da giudici in parte nominati dal re, in parte estratti a sorte tra gli elettori; il potere municipal si esplica nella sfera locale ed è la cifra di una forte decentralizzazione amministrativa ma anche politica, elemento di novità portato dalla teorizzazione constantiana.
Il sistema così organizzato può essere definito come “ibrido” per almeno due ordini di motivi. Include aspetti di chiaro riferimento anglosassone, legati alla flessibilità lasciata al meccanismo politico rispetto alla materia non strettamente costituzionale, ovvero tutto ciò che va oltre l'attribuzione dei poteri e i diritti individuali, allo stesso tempo proprio nella formalizzazione di questi ultimi due aspetti, si ricollega alle influenze razionaliste francesi. In secondo luogo è il rapporto stesso tra i poteri a rendere tale sistema non riducibile né ad una monarchia costituzionale (in cui i ministri dipendono unicamente dal re), né ad un sistema parlamentare (in cui il potere esecutivo riceve fiducia unicamente dal parlamento); qui i ministri hanno piena autonomia rispetto agli altri poteri, e piena responsabilità individuale, con l'unica eventualità di essere destituibili dal sovrano in casi estremi di crisi istituzionale. Proprio da questo disegno complessivo si può trarre la definizione del sistema prospettato da Constant come “governo di gabinetto”, in cui la legittimità del monarca viene costituzionalizzata, ovvero limitata e formalizzata dalla carta costituzionale, e radicata nell'opinione attraverso il legame con gli altri attori istituzionali, creando un sistema complesso ma allo stesso tempo flessibile di pesi e contrappesi.
Le sue teorie furono applicate alla lettera in Portogallo nel 1822 e in Brasile nel 1824, dove al Re o all'Imperatore erano esplicitamente attribuiti "poteri di moderazione" anziché il potere esecutivo. Altrove (per esempio nello Statuto albertino del Regno di Sardegna del 1848) il potere esecutivo era nominalmente attribuito al Re ma era esercitabile nella pratica solo dai suoi ministri responsabili.

## Su Benjamin Constant nella letteratura italiana
- Nel 1962 il poeta fiorentino Mario Luzi pubblica Lo stile di Constant[89]. La breve silloge consiste in una raccolta di studi sul Constant narratore, da Adolphe ai Quaderni rossi. In seguito, nel 1997, Luzi pubblica il dramma Ceneri e ardori, in cui vengono messe in scena le sue ultime ore di vita.

## Opere

### Saggi
- De la force du gouvernement actuel de la France et de la nécessité de s'y rallier (1796) (La forza del governo attuale: sulla necessità di uscire dalla rivoluzione, tr. di Marina Valensise, Roma, Donzelli, 1996)
- Des réactions politiques (1797) (Le reazioni politiche, tr. di Manrico Fiore, Napoli, Esi, 1950) (Le reazioni politiche, tr. di Carla Maggiori, Macerata, Liberilibri, 2008)
- Des effets de la Terreur (1797) (Gli effetti del Terrore, tr. di Manrico Fiore, Napoli, Esi, 1950) (Gli effetti del Terrore, tr. di Carla Maggiori, Macerata, Liberilibri, 2008)
- Fragments d'un ouvrage abandonné sur la possibilité d'une constitution républicaine dans un grand pays (1795-1810, postumo, 1991)
- De l'esprit de conquête et de l'usurpation dans leurs rapports avec la civilisation européenne (1814) (Conquista e usurpazione, tr. di Carlo Botti, Torino, Einaudi, 1944) (Dello spirito di conquista, tr. di Salvatore Annino, Venezia, Miuccio, 1945) (Lo spirito di conquista, tr. di Alessandro Visconti, Milano, Ambrosiana, 1945) (Lo spirito di conquista, tr. di Umberto Ortolani, Roma, Atlantica, 1945) (I conquistatori della libertà, tr. di Enrico Lecci, Milanto, Denti, 1945) (Dello spirito di conquista e dell'usurpazione nei loro rapporti con la civiltà europea, tr. di A. Donaudy, Milano, Rizzoli, 1961) (Conquista e usurpazione, tr. di Carlo Dionisotti, Torino, Einaudi, 1983) (Conquista e usurpazione, tr. di Luigi Marco Bassani, Torino, IBL, 2009) (Lo spirito di conquista e l'usurpazione, tr. di Carla Maggiori, Macerata, Liberilibri, 2009)
- Réflexions sur les constitutions, la distribution des pouvoirs et les garanties dans une monarchie constitutionnelle (1814) (Riflessione sulle costituzioni e le garanzie, tr. di Tarcisio Amato, Roma, Ideazione, 1999)
- Principes de politique applicables à tous les gouvernements représentatifs (1815) (Principi di politica, tr. di Umberto Cerroni, Roma, Editori Riuniti, 1970) (Principi di politica applicabili a tutte le forme di governo: versione del 1806, tr. di Stefano de Luca, Soveria Mannelli, Rubbettino, 2007)
- Mémoires sur les Cent-Jours (Memorie sui Cento Giorni, tr. di Enrico Emanuelli, Milano, Gentile, 1944)
- Cours de politique constitutionnelle (1818-1820) (Corso di politica costituzionale, tr. di Tito Mascitelli, Napoli, Porcelli, 1848)
- De la liberté des Anciens comparée à celle des Modernes (discorso pronunciato nel 1819) (La libertà degli Antichi e la libertà dei Moderni, tr. di Umberto Ortolano, Roma, Atlantica, 1945) (Discorso sulla libertà degli Antichi paragonata a quella dei Moderni, tr. di Lucia Nutrimento, Treviso, Canova, 1952) (La libertà degli Antichi paragonata a quella dei Moderni, tr. di Giovanni Paoletti, Torino, Einaudi, 2001) (La libertà degli antichi paragonata a quella dei moderni, tr. di Luca Arnaudo, Macerata, Liberilibri, 2001, 2004)
- De la religion considérée dans sa source, ses formes et son développement (1824-1830)
- Appel aux Nations chrétiennes en faveur des Grecs (1825)
- Mélanges de littérature et de politique (1829)
- Du polythéisme romain considéré dans ses rapports avec la philosophie grecque et la religion chrétienne (1833)
- Comento sulla scienza della legislazione di G. Filangeri, Capolago, Tipografia Elvetica, 1833
- Gli scritti politici e giovanili di Benjamin Constant (1796-1797) , tr. di Carlo Cordie, Como, Marzorati, 1944
- Antologia degli scritti politici di Benjamin Constant, tr. di Giannina Zanfarino-Bonacci, Bologna, Il Mulino, 1962
- Saggi, tr. di Umberto Cerroni, Roma, Samona e Savelli, 1965

### Romanzi, scritti autobiografici, corrispondenza
- Adolphe (1816) (Adolfo, aneddoto trovato nelle carte d'un ignoto e pubblicato dal signor Beniamino Constant, prima traduzione italiana, Livorno, Vignozzi, 1835) (Adolfo, tr. di Aristide Polastri, Milano, Sonzogno, 1903) (Adolfo, tr. di Lavinia Mazzucchetti, Milano, Istituto Editoriale Italiano, 1917) (Adolfo, tr. di Maria Ortiz, Firenze, Sansoni, 1923) (Adolfo, tr. di Massimo Bontempelli, Milano, Bietti, 1923) (Adolfo, tr. di Francesco Flora, Milano, Treves, 1932) (Adolphe, tr. di Giulia Gerace, Torino, Utet, 1933) (Adolfo, tr. di Enrico Emanuelli, Roma, Colombo, 1944) (Adolphe, tr. di Carlo Cordie, Milano, Leonardo, 1944) (Adolfo, tr. di Piero Bianconi, Milano, Rizzoli, 1953) (L'Adolfo, tr. di L. G. Tenconi, Milano, Leda, 1963) (Adolphe, tr. di Stefano de Simone, Torino, Utet, 1963) (Adolphe, tr. di Oreste Del Buono, Milano, 1968) (Adolphe, tr. di Lisa Tullio, Roma, Curcio, 1977) (Adolphe, tr. di Teresa Cremisi, Milano, Garzanti, 1979)
- Le Cahier rouge (1807, pubbl. postumo nel 1907) (Il quaderno rosso, tr. di Enrico Emanuelli, Milano, Bompiani, 1943) (Il quaderno rosso, tr. di Lisa Tullio, Roma, Curcio, 1977) (La mia vita (Il quaderno rosso) , tr. di Laura Este Bellini, Milano, Adelphi, 1998) (Il quaderno rosso: la mia vita (1767-1787) , tr. di Pier Francesco Paolini, Roma, Robin, 2009)
- Cécile (1811, pubbl. postumo nel 1951) (Cecilia, tr. di Piero Bianconi, Milano, Rizzoli, 1953) (Cécile, tr. di Lisa Tullio, Roma, Curcio, 1977) (Cecilia, tr. di Roberto Bertoldo, Mimesis, Milano 2013)
- Correspondance de Benjamin Constant et d'Anna Lindsay - L'Inconnue d'Adolphe, publiée par la baronne Constant de Rebecque (Plon, 1933).
- Il racconto di Giulietta (Mme Recamier) , tr. di Maria Ortiz, Firenze, Sansoni, 1923
- Lettera su Giulia (Mme Talme) , tr. di Maria Ortiz, Firenze, Sansoni, 1923; Lettera intorno a Giulia, tr. di Piero Bianconi, Milano, Rizzoli, 1953
- La porta chiusa: lettere a Juliette Recamier, 1814-1816, tr. di Lucia Omacini, Milano, Serra e Riva, 1982
- Giornale intimo, tr. di Giuseppe Gallavaresi, Milano, Facchi, 1923
- Diari, tr. di Parolo Serini, Torino, Einaudi, 1969
- Lettere inedite di Benjamin Constant al Sismondi, tr. di Carlo Pellegrini, Firenze, Ariani, 1932